# Sidi-Ferruch (Q181)

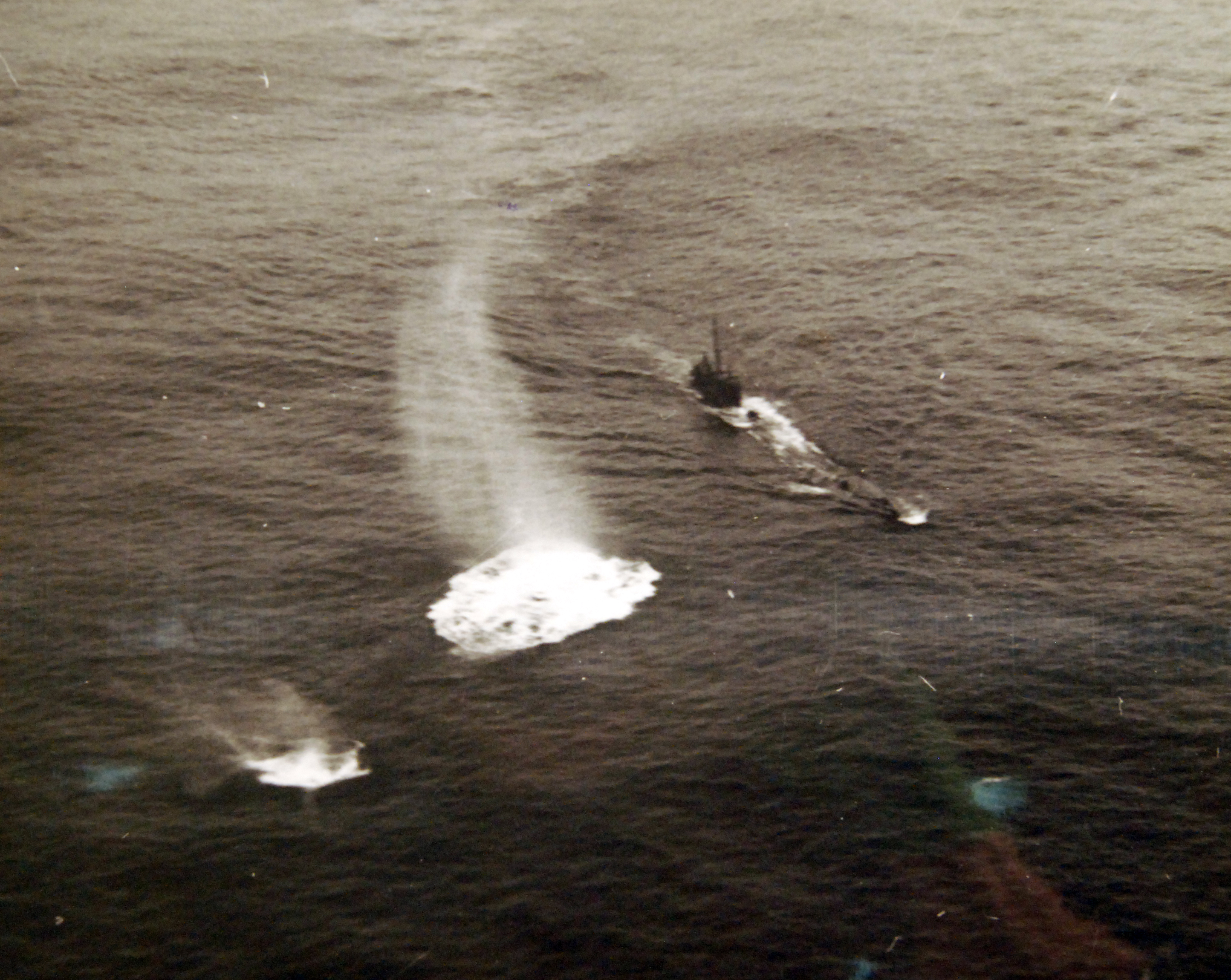
Повітряна атака союзної авіації по французькому підводному човну поблизу Марокко. Листопад 1942

«Сіді-Ферух» (Q181) (фр. Sidi-Ferruch (Q181) — військовий корабель, великий океанський підводний човен типу «Редутабль» військово-морських сил Франції часів Другої світової війни.
Підводний човен «Сіді-Ферух» був закладений 30 січня 1932 року на верфі компанії Arsenal de Cherbourg у Шербурі. 9 липня 1937 року він був спущений на воду. 1 січня 1939 року корабель увійшов до складу ВМС Франції.

## Історія служби
До початку Другої світової війни «Сіді-Ферух» разом з однотипними французькими підводними човнами «Агоста», «Уессан» і «Бевез'е» перебував у складі 8-ї дивізії підводних човнів, що базувалися в Бресті.
28 жовтня 1940 року човен разом з «Касабіанка», «Сфакс» і «Бевез'е» був переведений у 2-гу дивізію підводних човнів, що базувалася в Касабланці у Французькому Марокко. У листопаді 1940 року човен разом із підводними човнами «Сфакс», «Медузе», «Антіоп», «Амфітріт», «Амазон», «Сібил» та «Орфі» дислокувався в Касабланці.
13 листопада 1942 року, вже після підписання угоди про припинення вогню, «Сіді-Ферух» був атакований американським бомбардувальником «Евенджер» з ескортного авіаносця «Суоні» та зник безвісти разом з усім екіпажем, ймовірно затоплений унаслідок авіаційного удару.